# 이광악 선무공신교서
이광악 선무공신교서(李光岳 宣武功臣敎書)는 대한민국 충청남도 천안시 동남구 목천리에 있는 조선시대의 국왕문서이다. 1988년 6월 16일 대한민국의 보물 제952호로 지정되었다.

## 개요
이 문서는 선조 37년(1604) 임진왜란 때 진주성 방어에 많은 공을 세운 이광악(1557~1608)에게 상과 훈장을 내린 교서이다. 총 10면이며 각면에 7행씩 총 62행으로 되어 있다. 재질은 명주이고 표지는 붉은색의 비단천이다.
이광악은 선조 25년(1592) 임진왜란이 일어나자 영남지방에서 선봉에 나서서 왜군과 싸웠고, 적이 진주를 포위하자 진주성에 들어가 목사 김시민을 도와 적의 침공을 막아냈으며, 진주대첩에서도 큰 공을 세웠다. 이 문서에는 이광악의 자질과 품성, 경력, 진주성을 방어하는데 그가 세운 무공과 공신에게 내리는 특전 등이 실려있다.
이 교서는 원래 한장으 두루마리형태로 만들어져 있던 것을 후손들이 잘라서 앞뒤로 표지를 붙인 것이다. 크기는 가로 22.3cm, 세로 41cm이고, 교서 지문면의 크기는 가로 22.3cm, 세로 34cm이다. 이 문서는 임진왜란 당시 진주대첩의 상황을 밝히고 공을 세운 사람에 대한 포상 정도를 살피는데 귀중한 자료이다.

## 같이 보기
- 이광악

## 참고 자료
- 이광악 선무공신교서 - 국가유산청 국가유산포털